# Monastyr Świętego Cyryla Biełozierskiego
Monaster Świętego Cyryla Biełozierskiego, pełna nazwa: Cyrylo-Biełozierski Monaster Zaśnięcia Matki Bożej – nieczynny prawosławny męski klasztor położony w mieście Kiriłłow, w obwodzie wołogodzkim.
Założony w 1397 przez mnicha Cyryla. Od XV wieku był jednym z najważniejszych rosyjskich ośrodków prawosławnego życia duchowego, jak również ośrodkiem politycznym; jego mnisi czynnie wspierali władzę książąt, a następnie carów moskiewskich. Monaster był również właścicielem jednej z większych bibliotek w kraju, ośrodkiem ikonograficznym i fortecą. W okresie opriczniny wykorzystywany jako miejsce przetrzymywania przeciwników politycznych Iwana Groźnego.
Zamknięty przez władze bolszewickie w 1924, od tego czasu jest siedzibą muzeum.

## Historia

### Powstanie monasteru
Za moment powstania klasztoru przyjmuje się rok 1397. Jego twórcą był mnich Cyryl Biełozierski, jeden z uczniów Sergiusza z Radoneża. Zakonnik ten, przebywający do tej pory w różnych monasterach Moskwy, ok. 1397 udał się nad Jezioro Białe razem z innym mnichem, Terapontem. Według tradycji Cyryl wybrał miejsce pod przyszły monaster zgodnie z widzeniem, jakie miał przed opuszczeniem Moskwy, w którym ujrzał miejsce, na którym będzie mógł uzyskać zbawienie. Mnisi osiedlili się w szałasie, wykopali ziemiankę, a także wznieśli drewniany krzyż. Wkrótce jednak obydwaj rozdzielili się i wznieśli dwie niezależne cerkwie (świątynia zbudowana przez Teraponta stała się początkiem Monasteru Terapontowskiego); świątynia wzniesiona przez Cyryla nosiła wezwanie Zaśnięcia Matki Bożej i była wzniesiona z drewna. Cyryl został pierwszym przełożonym wspólnoty i kierował nią przez dalsze trzydzieści lat, do swojej śmierci. Wprowadził w klasztorze wyjątkowo surową regułę. W 1427 w monasterze przebywało ok. 50 mnichów. Po śmierci Cyryla kierownictwo klasztorem przejął ihumen Tryfon (zm. 1447). W tym okresie klasztor  zaczął już zyskiwać na znaczeniu jako ośrodek prawosławnego życia duchowego. Z tego powodu zaczął on również być wspierany finansowo przez szlachtę rosyjską, w tym książąt moskiewskich. Dzięki temu w okresie zarządzania monasterem przez Tryfona została wzniesiona nowa drewniana cerkiew Zaśnięcia Matki Bożej. Istniała ona do 1497, gdy zniszczył ją pożar. Na jej miejscu wybudowany został murowany sobór, budowany przez budowniczych z Rostowa na czele z mistrzem Prochorem. Jest to świątynia jednokopułowa, do której w ciągu stuleci dobudowano kilka kaplic bocznych. W 1447 powstał główny ikonostas soboru, uzupełniany później o nowe wizerunki. Od 1645 jego częścią są srebrne królewskie wrota, ufundowane przez cara Aleksego III. Prywatne dary rosyjskich arystokratów pozwoliły na niezwykle bogate urządzenie tejże świątyni. Największym kultem wśród odwiedzających klasztor pielgrzymów cieszyła się ikona Matki Bożej, pochodząca z Monasteru Simonowskiego i należąca pierwotnie do Cyryla Biełozierskiego. Za cudowne uważano również ikonę Zaśnięcia Matki Bożej w głównym ikonostasie oraz ikonę założyciela monasteru napisaną przez św. Dionizego Głuszyckiego. Freski w soborze wykonali artyści przybyli z Jarosławia.

### Ośrodek artystyczny i polityczny
Monaster odegrał ważną rolę w historii Rosji. Jego kolejni przełożeni udzielali poparcia książętom moskiewskim w czasie wewnętrznych sporów w XV stuleciu. W 1447 do klasztoru przybył Wasyl II Ślepy, by prosić ihumena Tryfona o zdjęcie z niego wymuszonej przysięgi na krzyż, jaką dał swojemu rywalowi do tronu Dymitrowi Szemiace, iż nie będzie podejmował prób odzyskania tronu moskiewskiego. Mnich spełnił tę prośbę. Mnisi monasteru drukowali teksty o charakterze politycznym, które następnie były rozpowszechniane na całym obszarze ziem ruskich, jak również publicznie opowiadali się za budową na Rusi silnej władzy centralnej, opiekującej się swoimi poddanymi. Klasztor był również znaczącym ośrodkiem ikonograficznym.
W czasie konfliktu między niezachłannymi i zachłannymi monaster poparł pierwsze ze stronnictw. W związku z tym od 1482 do 1515 wspólnota odmawiała przyjmowania nadań ziemskich. Od XVI w. monaster znalazł się pod szczególną opieką kolejnych władców Moskwy, którzy regularnie przybywali do niego na modlitwę. Dzięki ich ofiarom w 1519 wzniesiono refektarz z cerkwią Wprowadzenia Matki Bożej do Świątyni, po czterech latach – bramę wjazdową, w latach 1531–1534 cerkiew św. Gabriela Archanioła, następnie zaś cerkwie nadbramne św. Jana Klimaka i Przemienienia Pańskiego oraz cerkiew św. Sergiusza z Radoneża. W 1528 Wasyl III i jego żona Helena Glińska modlili się w klasztorze o narodziny syna. Po przyjściu na świat dziecka, przyszłego Iwana IV Groźnego, na pamiątkę tego wydarzenia w monasterze powstała cerkiew Narodzenia św. Jana Chrzciciela. Sam Iwan Groźny był hojnym dobroczyńcą monasteru. Istnieje wersja, iż Iwan Groźny prosił mnichów o przyjęcie od niego wieczystych ślubów zakonnych i złożył je na krótko przed śmiercią przed jednym z duchownych żyjących w klasztorze.
W okresie opriczniny monaster był miejscem przetrzymywania przeciwników politycznych władz. Nad grobem jednego z nich, księcia Władimira Worotyńskiego, za pieniądze zesłańców powstała cerkiew św. Włodzimierza. Wydarzenie to stało się przyczyną czasowego pogorszenia relacji między Iwan Groźnym a monasterem.
W latach 30. XVI w., wobec znacznego rozwoju monasteru, podzielił się on na dwie sąsiadujące ze sobą wspólnoty. W końcu tegoż stulecia klasztor był nie tylko centrum życia duchowego, ale i twierdzą, ufortyfikowaną murami z ośmioma basztami. W latach 1612–1614 monaster był trzykrotnie atakowany przez polski oddział płk Piesockiego, który jednak nie zdołał go zdobyć. W 1654 wokół klasztoru wzniesiono nowe mury obronne. Zbudowano również nowe obiekty: cerkiew św. Epifaniusza Cypryjskiego (1645) oraz budynek szpitalny z cerkwią św. Eutymiusza Wielkiego (1643–1646), kamienny budynek z celami oraz dom przełożonego.
Ze względu na swoje znaczenie monaster był określany jako „północna ławra”. W 1648, zgodnie z postanowieniem cara Aleksego I, w klasztorze ukrywał się jego dawny wychowawca, polityk Boris Morozow, którego car pragnął uchronić przed przywódcami Buntu Solnego. Po zmianie sytuacji politycznej, gdy Morozow mógł opuścić klasztor, on sam, jak i car sfinansowali budowę nowych murów obronnych. Wznoszone do 1680 mury miały siedem metrów grubości i 10 wysokości, ich część stanowiły 25-metrowe baszty. Łączna długość umocnień to półtora kilometra. Powstała w ten sposób jedna z najnowocześniejszych fortec w ówczesnej Rosji.
W latach 1676–1681 jednym z mnichów monasteru był pozbawiony godności patriarszej Nikon.
W latach 1757–1761 w kompleksie klasztornym wzniesiono dzwonnicę. W wieku tym monaster Cyrylo-Biełozierski był jednym z najbogatszych klasztorów w Rosji.

### Upadek
Diametralną zmianę sytuacji monasteru przyniosła sekularyzacja majątków klasztornych przeprowadzona na mocy ukazu Katarzyny II. Wspólnota straciła wówczas wszystkie posiadane majątki ziemskie, tym samym tracąc możliwość utrzymania obszernego kompleksu budynków klasztornych. Mimo tego monasteru funkcjonował jeszcze do 1924, gdy został zamknięty decyzją władz bolszewickich. Ostatni przełożony, archimandryta Anastazy, został wówczas rozstrzelany. Zabudowania monasteru zamieniono na muzeum, co pozwoliło na ich przetrwanie we względnie dobrym stanie.

## Muzeum

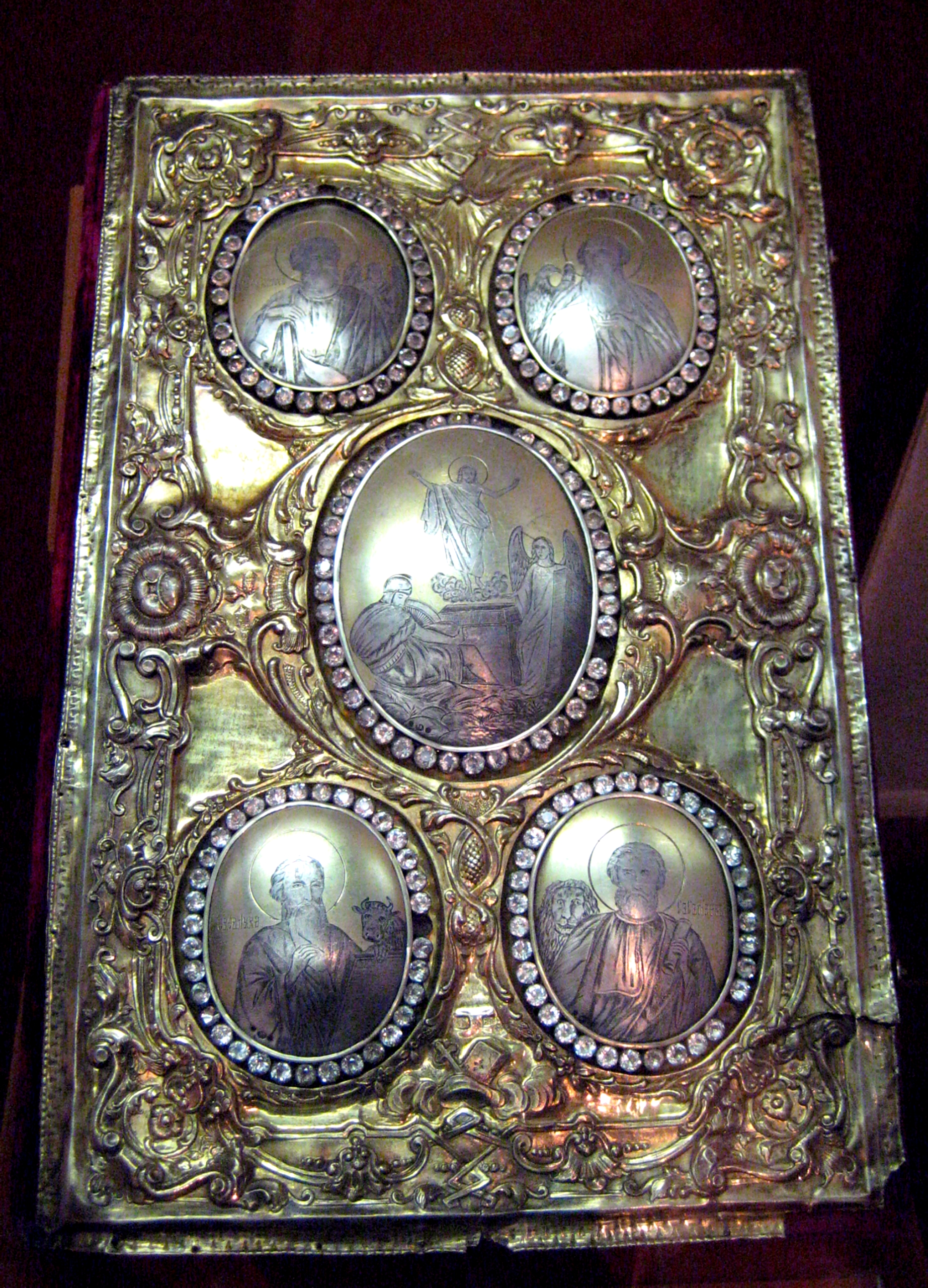
Ewangeliarz ze zbiorów muzeum w monasterze

Pierwszym dyrektorem muzeum założonym w monasterze został Aleksandr Chołmowski. Pierwsza stała wystawa poświęcona rozwojowi osadnictwa w regionie wołogodzkim oraz dziejom klasztoru powstała pięć lat po powstaniu placówki. Początkowo było to muzeum historyczno-artystyczne. W latach 30. XX wieku, pod naciskiem władz lokalnych, muzeum zmieniło swój charakter; jego wystawy zostały podporządkowane panującej ideologii i przedstawiały monaster jako instytucję uciskającą miejscowych chłopów. Od 1937 otwarto w nim dział przyrodniczy, zaś w 1938 – wystawę o charakterze antyreligijnym. Ponadto w latach 30. władze zarekwirowały muzeum część cennych eksponatów, w wielu przypadkach przekazując je do innych placówek wystawienniczych. Przez część okresu II wojny światowej obiekt został przejęty na cele wojskowe.
Od lat 50. i 60. XX wieku w monasterze trwały prace konserwatorskie.
Według oficjalnej strony muzeum jest ono rocznie odwiedzane przez 260 tys. turystów, z czego 40% spoza Rosji.
Tytularnym przełożonym klasztoru jest arcybiskup wołogodzki i wielkoustiuski Maksymilian (Łazarenko).

### Biblioteka monasteru

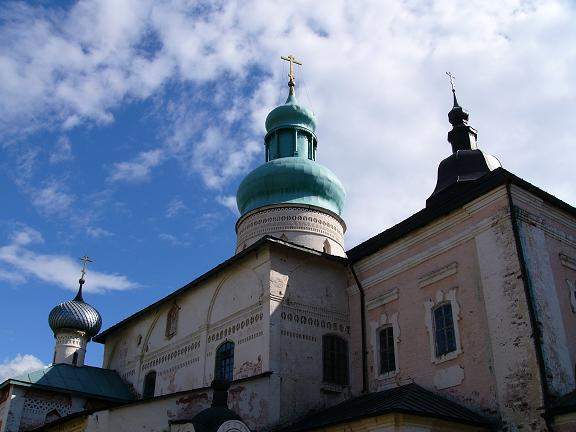
Główny sobór monasteru

Jeszcze za życia pierwszego przełożonego mnisi z monasteru rozpoczęli gromadzenie w klasztorze ksiąg, tworząc jedną z największych bibliotek na Rosyjskiej Północy. W końcu XV wieku opracowali jej katalog, z którego wiadomo, iż do tego czasu zebrali 212 rękopisów, z czego 17 będących ongiś własnością twórcy monasteru. Zbiory biblioteki były powiększane o dary przekazywane przez bojarów ruskich, kolejnych metropolitów moskiewskich. Księgi przekazał również car Iwan IV Groźny. W połowie XVII w. monaster Cyrylo-Biełozierski posiadał najobszerniejszą bibliotekę ze wszystkich rosyjskich klasztorów prawosławnych, liczącą ponad 1300 woluminów. Na początku XX wieku mnisi sprzedali najcenniejsze zbiory Petersburskiej Akademii Duchownej, pragnąc poprawić sytuację finansową monasteru.